# Campionati europei di atletica leggera indoor 1988 - 1500 metri piani maschili
I 1500 metri piani si sono tenuti il 5 e il 6 marzo 1988 presso lo Sportcsarnok di Budapest, in Ungheria.

## Risultati

### Batterie
Qualificazione: i primi due di ogni batteria (Q) e i 3 seguenti migliori tempi (q) vanno alla Finale.

#### Batteria 1
Sabato 5 marzo 1988.
| Posizione | Corsia | Nome              | Nazionalità    | Tempo   | Note                                     |
| --------- | ------ | ----------------- | -------------- | ------- | ---------------------------------------- |
| 1         | -      | Tonino Viali      | Italia         | 3'42"88 | Q                                        |
| 2         | -      | Ronny Olsson      | Svezia         | 3'43"48 | Q                                        |
| 3         | -      | Andrés Vera       | Spagna         | 3'43"65 |                                          |
| 4         | -      | Tom Hanlon        | Regno Unito    | 3'43"75 | Miglior prestazione personale stagionale |
| 5         | -      | Tamas Pocsai      | Ungheria       | 3'44"38 |                                          |
| 6         | -      | Peter Svaricek    | Austria        | 4'02"90 |                                          |
| 7         | -      | Thorsten Lenhardt | Germania Est   | dns     |                                          |
| 8         | -      | Eckhardt Ruter    | Germania Ovest | dns     |                                          |

#### Batteria 2
| Posizione | Corsia | Nome             | Nazionalità    | Tempo   | Note                                     |
| --------- | ------ | ---------------- | -------------- | ------- | ---------------------------------------- |
| 1         | -      | Rüdiger Horn     | Germania Est   | 3'41"81 | Q                                        |
| 2         | -      | Adelino Hidalgo  | Spagna         | 3'42"29 | Q,                                       |
| 3         | -      | Jan Kraus        | Cecoslovacchia | 3'42"51 | q                                        |
| 4         | -      | István Knipl     | Ungheria       | 3'42"64 | q                                        |
| 5         | -      | António Monteiro | Portogallo     | 3'42"75 | q,                                       |
| 6         | -      | Johan Engholm    | Svezia         | 3'44"14 |                                          |
| 7         | -      | Mark Kirk        | Regno Unito    | 3'44"35 | Miglior prestazione personale stagionale |

#### Batteria 3
| Posizione | Corsia | Nome            | Nazionalità | Tempo   | Note                          |
| --------- | ------ | --------------- | ----------- | ------- | ----------------------------- |
| 1         | -      | Ari Suhonen     | Finlandia   | 3'46"33 | Q                             |
| 2         | -      | Branko Zorko    | Jugoslavia  | 3'46"39 | Q                             |
| 3         | -      | Enda Fitzpatrik | Irlanda     | 3'46"83 | Miglior prestazione personale |
| 4         | -      | José Moreira    | Portogallo  | 3'47"22 | Miglior prestazione personale |
| 5         | -      | József Bereczki | Ungheria    | 3'50"29 |                               |
| 6         | -      | Mark Borghans   | Paesi Bassi | 3'56"38 |                               |
| 7         | -      | Jacky Carlier   | Francia     | dns     |                               |

### Finale
| Record mondiale       | José Luis González | 3'36"03 | Oviedo       | 1º marzo 1986    |
| Record dei Campionati | Thomas Wessinghage | 3'37"54 | Sindelfingen | 2 marzo 1980     |
| Capolista stagionale  | Jens-Peter Herold  | 3'37"82 | Vienna       | 13 febbraio 1988 |

Domenica 6 marzo 1988.
| Pos.    | Corsia | Atleta           | Età | Nazione        | Tempo   | Note |
| ------- | ------ | ---------------- | --- | -------------- | ------- | ---- |
| Oro     | -      | Ari Suhonen      | 22  | Finlandia      | 3'45"72 |      |
| Argento | -      | Ronny Olsson     | 26  | Svezia         | 3'46"16 |      |
| Bronzo  | -      | Rüdiger Horn     | 20  | Germania Est   | 3'46"51 |      |
| 4       | -      | István Knipl     | 26  | Ungheria       | 3'46"56 |      |
| 5       | -      | António Monteiro | 25  | Portogallo     | 3'46"79 |      |
| 6       | -      | Tonino Viali     | 27  | Italia         | 3'46"96 |      |
| 7       | -      | Branko Zorko     | 20  | Jugoslavia     | 3'47"69 |      |
| 8       | -      | Adelino Hidalgo  | 24  | Spagna         | 3'48"72 |      |
| 9       | -      | Jan Kraus        | 22  | Cecoslovacchia | 3'49"60 |      |